# 国务调整室
國務調整室（：／ Gungmu jojeongsil */?）是大韓民國的中央行政機構。協助總理執行和監督各中央行政機構的行政管理、政策協調和社會風險與衝突管理、政府績效評估和監管改革。辦公室主任為政務部長級公務員，副主任為副部長級公務員。

## 職務
- 協助總理
- 中央各行政機關指揮監督相關事務
- 政策協調相關事務
- 與社會風險和衝突管理有關的事務
- 政府績效評估相關事務
- 監管改革相關事務
- 總理特別指示事項相關事務